# Frans Cox

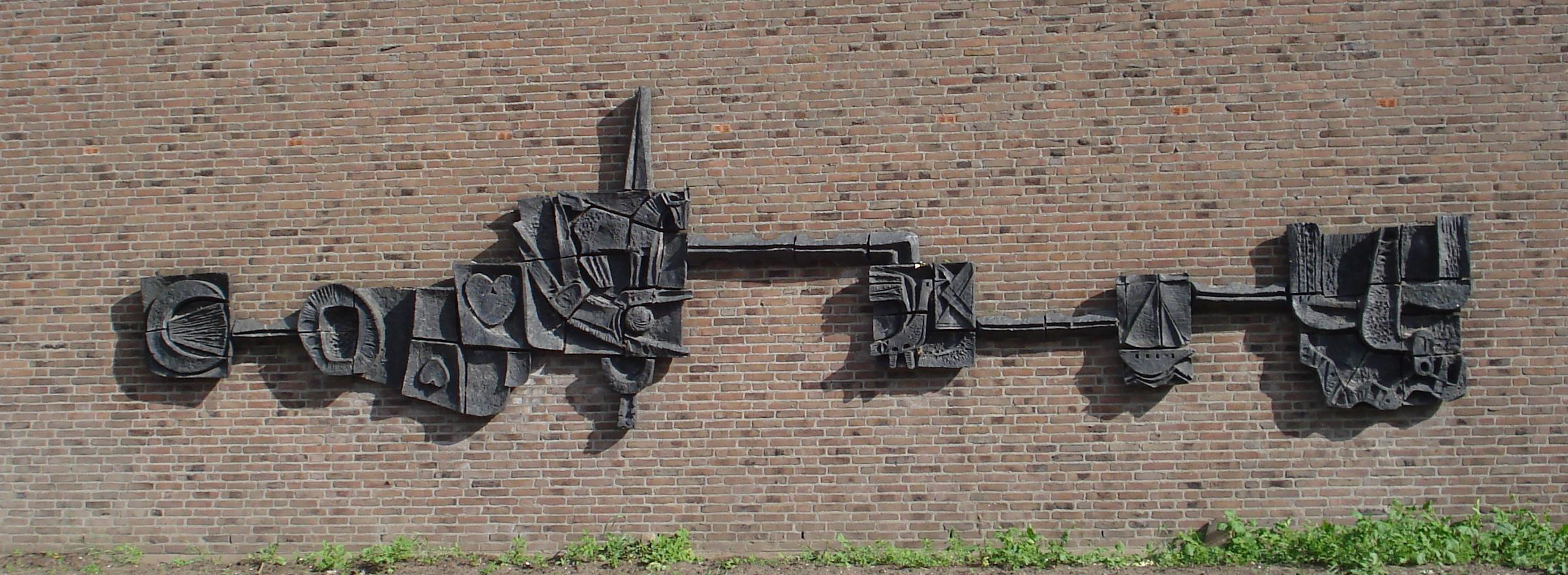
De bruggen van Paulus (1967), Capelle aan den IJssel

Frans Theodoor (Frans) Cox (Maasniel, 28 februari 1917 - Roermond, 16 februari 1997) was een Nederlandse beeldhouwer, schilder, glazenier, ontwerper van wandtapijten en keramist.

## Leven en werk
Cox volgde opleidingen aan de Stadsacademie voor Beeldende Kunsten in Maastricht en de middelbare technische school in Heerlen. Het glazeniersvak leerde hij bij Atelier Den Rooijen in Roermond. Cox was als beeldhouwer werkzaam in de periode van 1932 tot 1997 en maakte vooral beelden voor kerken.

## Werken (selectie)
- De Goede Herder (1949), oorlogsmonument Massagraf Montfort in Montfort
- Onze Lieve Vrouw van de weg - Grathemerweg-Rijksweg, Kelpen-Oler.
- Sint-Barbarabeeld (1960) - Burgemeester Lemmensstraat, Geleen
- De bruggen van Paulus (1967) - Merellaan, Capelle aan den IJssel.
- Kind met twee duiven (1968)- Gebroeder van Doornelaan, Horst.
- Monument "Tweede Wereldoorlog" (1968) - Bukel-Julianaweg, Sint Geertruid.
- Kruiswegstaties (1974) - oorspronkelijk voor de Sint-Paulusbekeringkerk, Epen; thans in de Sint-Annakerk, Maastricht.[1]